# خزه پوده‌زار
خزهٔ پوده‌زار یا پیت‌ماس (به انگلیسی: Sphagnum) سرده‌ای از خزه‌ها است که نزدیک به ۳۸۰ گونهٔ پذیرفته‌شده دارد. از آنجا که این خزه معمولاً در خاک‌های توربدار (دارای زغال‌سنگ نارس) می‌روید به نام خزهٔ تورب‌دار نیز نامیده شده‌است. در انگلیسی واژهٔ Peat moss و در فارسی واژهٔ پیت‌ماس نیز در بین مردم برای برای اشاره به این خزه کاربرد دارد؛ و بیشتر به انبوه خشک‌شده و مردهٔ این خزه اشاره می‌کند که برای یکی از ترکیبات خاک گلدان به کار می‌رود.

## پراکندگی جغرافیایی
خزهٔ تورب عمدتاً در شمالِ نیم‌کرهٔ شمالی در سرزمین‌های بسیار مرطوب توندرا مانند سرزمین‌های منتهی به اقیانوس منجمد شمالی مانند نروژ و استونی پدید می‌آید که گیاهان بزرگ‌تر به دلیل سرمای شدید و شرایط سخت محیط فرصت رشد در آن پیدا نمی‌کنند. همچنین در نیم‌کرهٔ جنوبی در کشور نیوزیلند، جزایر تاسمانی، جنوب شیلی و آرژانتین که دارای تنوع گونه‌ای بسیار کمتری هستند رشد می‌کند.

## کاربردهای خزهٔ پوده‌دار
کود این خزه که پیت‌ماس (Peat moss) هم نامیده شده به مادهٔ خشک‌شدهٔ خاک‌مانندی گفته می‌شود که از برگ‌های خشک‌شده و مردهٔ گیاه آماده می‌شود و در مصارف عمومی باغبانی، گلخانه‌ای و پرورش گل کاربرد دارد. در حال حاضر بیشتر تولیدکنندگان این ماده، در کنار مواد تشکیل‌دهندهٔ پایه و اصلی خزهٔ پوده‌دار از مقادیری نیترات، پتاسیم و کلسیم برای غنای بیشتر و تبدیل آن به نوعی کود بهره می‌گیرند. از نشانه‌های کیفیت این ماده یکی کیفیت و کمیت عناصر تشکیل‌دهندهٔ آن و مقادیر نسبی آن‌ها و دیگری ریزتر بودن دانه‌های آن است. در ایران رنگ سیاه و تیرهٔ این ماده بیشتر مقبولیت دارد.

#### فواید کاربرد این خزه در خاک گلدان
در مرحله‌ای از چرخهٔ عمر خزهٔ پوده‌زار یا خزهٔ تورب که به صورت پوسیده و گیاه‌خاک درآمده بعد از فشرده شدن به عنوان بهبوددهندهٔ خاک و بسترهای کشت مورد استفاده قرار می‌گیرد که ظرفیت آبگیری و همچنین ظرفیت جذب مواد مغذی را بالا می‌برد. همچنین برای خاکِ گیاهانی که برای رشد به رطوبت بالاتری احتیاج دارند مانند بنفشهٔ آفریقایی و در خاک یا بستر کشتی که شن و ماسهٔ بالایی در آن وجود دارد برای بالا بردن میزان ذخیرهٔ آب در خاک کاربرد دارد؛ زیرا که بافت‌های الیاف گیاه، آب را در خود به مدت بیشتری نگه داشته و خاک را در مجموع مرطوب نگه می‌دارد. فهرستی از سودمندی‌های به‌کارگیری خزهٔ پوده‌زار این‌ها هستند:
1. افزایش مادهٔ آلی خاک: درصد مادهٔ آلی در خزهٔ پوده‌زار بالاست و باعث بهبود ساختمان خاک می‌گردد.
2. نگهداری رطوبت: خزهٔ پوده‌زار قادر است تا ۲۰ برابر وزن خشک خودش آب نگه دارد و به تدریج آن را در اختیار گیاه قرار دهد.
3. هواگیریِ خاک‌های سنگین: استفاده از خزهٔ پوده‌زار در خاک‌های سنگین و رسی به نرم و سست شدن خاک و رشد بهتر ریشه کمک می‌کند.
4. به‌هم‌پیوستگیِ خاک‌های سبک و شنی
5. نگهداری کود و جلوگیری از آب‌شویی آن
6. حفاظت از خاک در برابر فرسایش

خزهٔ پوده‌زار را در کمپوست به‌کاررفته برای پرورش میسلیوم (بافت مولد قارچ) نیز می‌افزایند. همچنین به خاک گلدان که برای پرورش گیاهان خانگی به کار می‌رود افزوده می‌شود.